# Bolitoglossa biseriata
Bolitoglossa biseriata é uma espécie de anfíbio caudado pertencente à família Plethodontidae, sub-família Plethodontinae.